# Licaria
Licaria é um género botânico pertencente à família Lauraceae.